# José Eduardo da Costa Meneses
José Eduardo da Costa Meneses foi um administrador colonial português que exerceu o cargo de Governador no antigo território português subordinado a Macau de Timor-Leste entre 1864 e 1865, tendo sido antecedido por José Manuel Pereira de Almeida e sucedido por Francisco Teixeira da Silva.